# Charypovo
Charypovo (en russe : Шарыпово) est une ville du kraï de Krasnoïarsk, en Russie, et le centre administratif du raïon de Charypovo, bien que non inclus dans le raïon. Sa population s'élevait à 37 842 habitants en 2013.

## Géographie
Charypovo se trouve dans le bassin de la rivière Nazarovskoï, à 414 km à l'ouest de Krasnoïarsk.

## Histoire
Charypovo a été fondée en 1760. Elle comptait 294 habitants en 1829 et 600 au milieu du XIXe siècle. La ville comprend aujourd'hui deux parties : la partie ancienne formée de maisons en bois et la partie moderne où se trouvent des établissements d'enseignement. De 1985 à 1988, la ville s'appela Tchernenko, en l'honneur de Konstantin Tchernenko, éphémère secrétaire général du Parti communiste de l'Union soviétique, mort en 1985.

## Population
Recensements (*) ou estimations de la population
| 1959* | 1970* | 1979* | 1989*  |
| ----- | ----- | ----- | ------ |
| 3 329 | 4 463 | 6 178 | 39 771 |

| 2002*  | 2010*  | 2012   | 2013   |
| ------ | ------ | ------ | ------ |
| 41 532 | 38 561 | 37 988 | 37 842 |